# Akiwa Gowrin

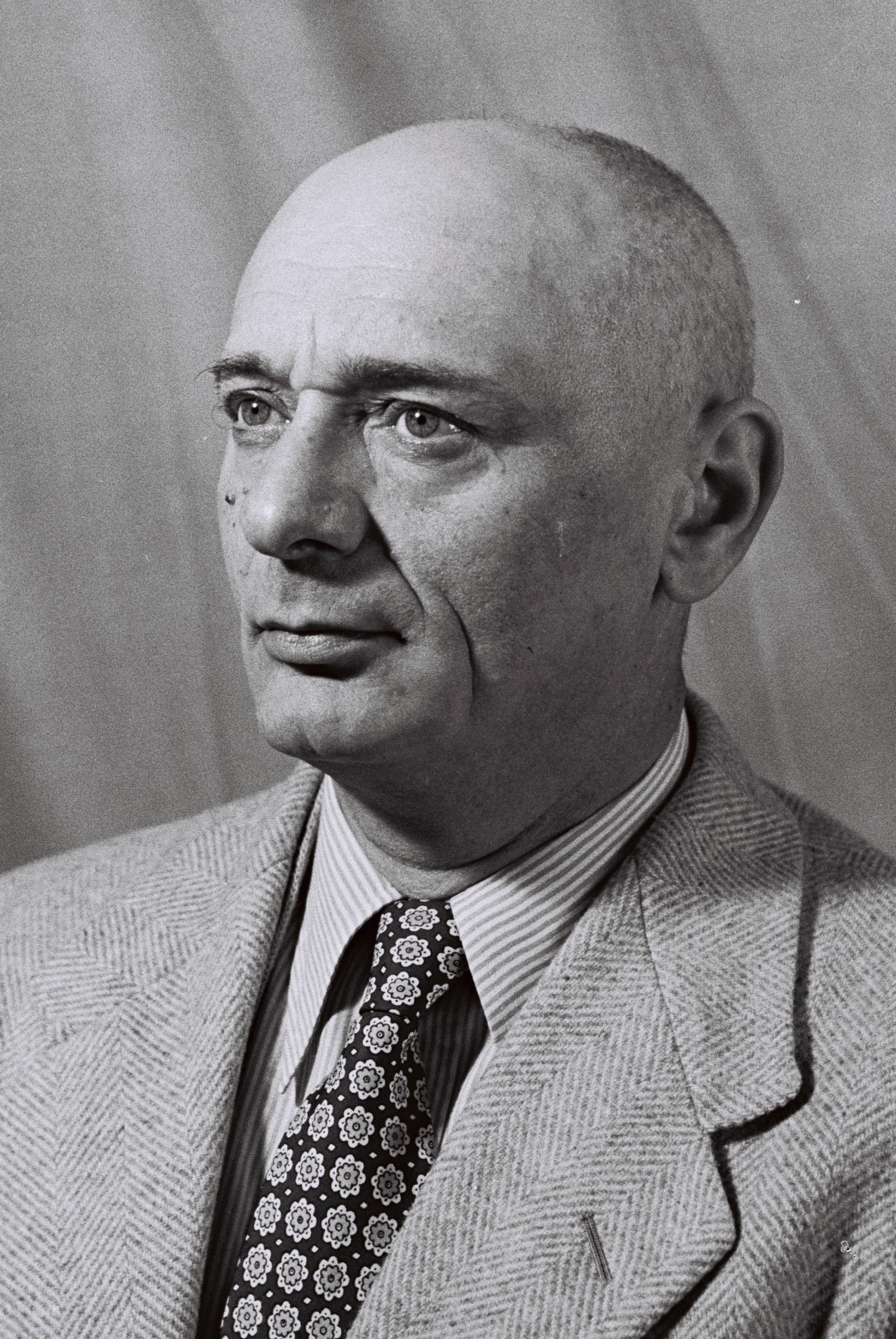
Akiwa Gowrin (1951)

Akiwa Gowrin (hebräisch עקיבא גוברין; * 12. August 1902 in Podolien; † 26. Juni 1980) war ein israelischer Politiker, der als Abgeordneter des Mapai Tourismusminister vom 22. Dezember 1964 bis zum 12. Januar 1966 war.

## Leben
Er gehörte zu den Begründern der Hechaluz-Bewegung in der Ukraine. Im Rahmen der Alija wanderte er 1922 nach Palästina ein. 1949 wurde er Knessetabgeordneter der Mapai und wurde in den Jahren 1951, 1955, 1959 und 1961 wiedergewählt. Am 1. Dezember 1963 wurde er Minister ohne Portfolio, und als Levi Eshkol im Dezember 1964 eine Regierung bildete, wurde er der erste Tourismusminister Israels. Bei den Wahlen 1965 wurde er zwar wiedergewählt, verließ aber das Kabinett.

## Weblink
- Akiwa Gowrin auf der Webseite der Knesset, abgerufen am 25. Januar 2025

| Personendaten    | Personendaten            |
| ---------------- | ------------------------ |
| NAME             | Gowrin, Akiwa            |
| ALTERNATIVNAMEN  | עקיבא גוברין (hebräisch) |
| KURZBESCHREIBUNG | israelischer Politiker   |
| GEBURTSDATUM     | 12. August 1902          |
| GEBURTSORT       | Podolien                 |
| STERBEDATUM      | 26. Juni 1980            |